# Rybníky (Boêmia Central)
Rybníky é uma comuna checa localizada na região da Boêmia Central, distrito de Příbram.